# غردكانه (مقاطعة دلفان)
غردكانه (بالفارسية: گردکانه) هي قرية تقع في قسم ميربغ الجنوبي الريفي (مقاطعة دلفان) في إيران. يقدر عدد سكانها بـ 135 نسمة بحسب إحصاء 2016.